# Eleições autárquicas de 2009 em Gondomar
As eleições autárquicas de 2009 serviram para eleger os membros dos órgãos do poder local no concelho de Gondomar.
Valentim Loureiro, presidente da câmara desde 1993 e, desde 2005, candidato pelo movimento independente "Gondomar no Coração", foi reeleito ao obter 42,8% dos votos e 5 vereadores. Apesar desta nova vitória, o movimento perdeu 15% dos votos e 3 vereadores em comparação a 2005, o que se traduziu na perda da maioria absoluta na vereação municipal.
O grande beneficiado da queda do movimento foi o Partido Socialista que subiu para os 29,3% dos votos e 4 vereadores, mais de 10% dos votos e 2 vereadores em relação às eleições de 2005.
Por fim, a coligação PSD-CDS também beneficiou eleitoralmente da queda do movimento, obtendo 15,3% dos votos e 2 vereadores.

## Resultados Oficiais
Os resultados para os diferentes órgãos do poder local no concelho de Gondomar foram os seguintes:

### Câmara Municipal
| Partido                 | Partido                        | Votos   | %               | +/-   | Vereadores | +/-     |
| ----------------------- | ------------------------------ | ------- | --------------- | ----- | ---------- | ------- |
|                         | Gondomar no Coração            | 36 672  | 42,75 / 100,00  | 14,78 | 5 / 11     | 3       |
|                         | Partido Socialista             | 25 163  | 29,33 / 100,00  | 10,68 | 4 / 11     | 2       |
|                         | PSD-CDS                        | 13 131  | 15,31 / 100,00  | 8,09  | 2 / 11     | 1       |
|                         | Coligação Democrática Unitária | 5 038   | 5,87 / 100,00   | 1,21  | 0 / 11     | Estável |
|                         | Bloco de Esquerda              | 2 530   | 2,95 / 100,00   | 0,42  | 0 / 11     | Estável |
| Votos Inválidos         | Votos Inválidos                | 3 254   | 3,80 / 100,00   | 1,79  |            |         |
| Total                   | Total                          | 85 788  | 100,00 / 100,00 |       | 11 / 11    |         |
| Eleitorado/Participação | Eleitorado/Participação        | 140 599 | 61,02 / 100,00  | 2,82  |            |         |

### Assembleia Municipal
| Partido                 | Partido                        | Votos   | %               | +/-   | Deputados | +/-     |
| ----------------------- | ------------------------------ | ------- | --------------- | ----- | --------- | ------- |
|                         | Gondomar no Coração            | 31 294  | 36,53 / 100,00  | 13,96 | 13 / 33   | 6       |
|                         | Partido Socialista             | 26 200  | 30,58 / 100,00  | 9,37  | 11 / 33   | 4       |
|                         | PSD-CDS                        | 14 759  | 17,23 / 100,00  | 7,65  | 6 / 33    | 3       |
|                         | Coligação Democrática Unitária | 6 354   | 7,42 / 100,00   | 1,10  | 2 / 33    | 1       |
|                         | Bloco de Esquerda              | 3 581   | 4,18 / 100,00   | 0,29  | 1 / 33    | Estável |
| Votos Inválidos         | Votos Inválidos                | 3 481   | 4,06 / 100,00   | 1,67  |           |         |
| Total                   | Total                          | 85 669  | 100,00 / 100,00 |       | 33 / 33   |         |
| Eleitorado/Participação | Eleitorado/Participação        | 140 599 | 60,93 / 100,00  | 2,91  |           |         |

### Juntas de Freguesia
| Partido                 | Partido                        | Votos   | %               | +/-   | Presidentes | +/-     | Mandatos  | +/- |
| ----------------------- | ------------------------------ | ------- | --------------- | ----- | ----------- | ------- | --------- | --- |
|                         | Partido Socialista             | 37 987  | 44,34 / 100,00  | 12,97 | 6 / 12      | 2       | 76 / 154  | 21  |
|                         | PSD-CDS                        | 28 079  | 32,78 / 100,00  | 5,84  | 5 / 12      | 2       | 61 / 154  | 10  |
|                         | Coligação Democrática Unitária | 8 592   | 10,03 / 100,00  | 2,04  | 1 / 12      | Estável | 11 / 154  | 3   |
|                         | Bloco de Esquerda              | 4 070   | 4,75 / 100,00   | 1,49  | 0 / 12      | Estável | 3 / 154   | 1   |
|                         | Grupo de Cidadãos              | 3 318   | 3,87 / 100,00   | 1,13  | 0 / 12      | Estável | 3 / 154   | 5   |
| Votos Inválidos         | Votos Inválidos                | 3 626   | 4,23 / 100,00   | 2,11  |             |         |           |     |
| Total                   | Total                          | 85 670  | 100,00 / 100,00 |       | 12 / 12     |         | 154 / 154 | 2   |
| Eleitorado/Participação | Eleitorado/Participação        | 140 599 | 60,93 / 100,00  | 2,91  |             |         |           |     |

## Resultados por Freguesia

### Câmara Municipal
| Freguesia            | %     | %     | %        | %     | %    | Votantes |
| Freguesia            | GNC   | PS    | PSD -CDS | CDU   | BE   | Votantes |
| -------------------- | ----- | ----- | -------- | ----- | ---- | -------- |
| Baguim do Monte      | 37,91 | 34,13 | 17,12    | 4,01  | 2,68 | 6 974    |
| Covelo               | 52,14 | 27,72 | 12,65    | 2,74  | 1,13 | 1 241    |
| Fânzeres             | 45,58 | 27,97 | 14,55    | 5,29  | 3,10 | 10 369   |
| Foz do Sousa         | 44,79 | 29,26 | 18,09    | 2,28  | 1,63 | 3 992    |
| Gondomar - São Cosme | 50,68 | 23,93 | 15,42    | 3,61  | 2,59 | 13 859   |
| Jovim                | 48,97 | 23,80 | 15,77    | 4,19  | 2,16 | 3 698    |
| Lomba                | 34,22 | 33,02 | 25,17    | 1,55  | 1,29 | 1 160    |
| Medas                | 38,68 | 34,39 | 17,48    | 4,17  | 1,18 | 1 608    |
| Melres               | 42,51 | 34,21 | 15,44    | 2,87  | 1,97 | 2 435    |
| Rio Tinto            | 34,70 | 34,35 | 16,95    | 6,26  | 3,98 | 23 592   |
| São Pedro da Cova    | 49,72 | 21,60 | 8,70     | 14,30 | 2,09 | 8 795    |
| Valbom               | 42,39 | 29,77 | 13,84    | 6,67  | 3,71 | 8 065    |
| Gondomar             | 42,75 | 29,33 | 15,31    | 5,87  | 2,95 | 85 788   |

### Assembleia Municipal
| Freguesia            | %     | %     | %        | %     | %    | Votantes |
| Freguesia            | GNC   | PS    | PSD -CDS | CDU   | BE   | Votantes |
| -------------------- | ----- | ----- | -------- | ----- | ---- | -------- |
| Baguim do Monte      | 31,30 | 37,13 | 18,01    | 5,10  | 3,90 | 6 975    |
| Covelo               | 44,00 | 30,94 | 14,59    | 3,79  | 2,18 | 1 241    |
| Fânzeres             | 39,30 | 29,41 | 16,43    | 6,48  | 4,72 | 10 369   |
| Foz do Sousa         | 35,67 | 31,39 | 22,55    | 3,33  | 2,63 | 3 992    |
| Gondomar - São Cosme | 44,95 | 23,54 | 18,59    | 4,86  | 4,10 | 13 859   |
| Jovim                | 42,75 | 25,18 | 18,36    | 5,60  | 2,95 | 3 698    |
| Lomba                | 28,62 | 33,97 | 28,10    | 2,76  | 1,38 | 1 160    |
| Medas                | 33,21 | 35,57 | 20,15    | 4,91  | 1,68 | 1 608    |
| Melres               | 36,30 | 35,44 | 19,01    | 3,66  | 2,67 | 2 435    |
| Rio Tinto            | 29,28 | 36,00 | 18,09    | 7,31  | 5,31 | 23 473   |
| São Pedro da Cova    | 41,69 | 22,80 | 9,31     | 19,45 | 2,83 | 8 795    |
| Valbom               | 36,79 | 30,31 | 15,92    | 7,92  | 5,05 | 8 064    |
| Gondomar             | 36,53 | 30,58 | 17,23    | 7,42  | 4,18 | 85 669   |

### Juntas de Freguesia
| Freguesia            | 2005-2009 | 2005-2009                      | 2005-2009      | 2009-2013 | 2009-2013                      | 2009-2013      |
| -------------------- | --------- | ------------------------------ | -------------- | --------- | ------------------------------ | -------------- |
| Baguim do Monte      |           | Partido Socialista             | 50,93 / 100,00 |           | Partido Socialista             | 62,83 / 100,00 |
| Covelo               |           | Partido Socialista             | 40,43 / 100,00 |           | Partido Socialista             | 67,85 / 100,00 |
| Fânzeres             |           | PSD-CDS                        | 37,53 / 100,00 |           | Partido Socialista             | 42,82 / 100,00 |
| Foz do Sousa         |           | Partido Socialista             | 49,23 / 100,00 |           | Partido Socialista             | 52,05 / 100,00 |
| Gondomar - São Cosme |           | PSD-CDS                        | 49,15 / 100,00 |           | PSD-CDS                        | 51,94 / 100,00 |
| Jovim                |           | PSD-CDS                        | 56,20 / 100,00 |           | PSD-CDS                        | 54,49 / 100,00 |
| Lomba                |           | PSD-CDS                        | 55,88 / 100,00 |           | PSD-CDS                        | 49,83 / 100,00 |
| Medas                |           | PSD-CDS                        | 46,49 / 100,00 |           | PSD-CDS                        | 48,45 / 100,00 |
| Melres               |           | PSD-CDS                        | 57,04 / 100,00 |           | Partido Socialista             | 43,57 / 100,00 |
| Rio Tinto            |           | Partido Socialista             | 31,72 / 100,00 |           | Partido Socialista             | 53,36 / 100,00 |
| São Pedro da Cova    |           | Coligação Democrática Unitária | 43,47 / 100,00 |           | Coligação Democrática Unitária | 38,72 / 100,00 |
| Valbom               |           | PSD-CDS                        | 39,05 / 100,00 |           | PSD-CDS                        | 40,40 / 100,00 |